# Hugo von Saint-Cher

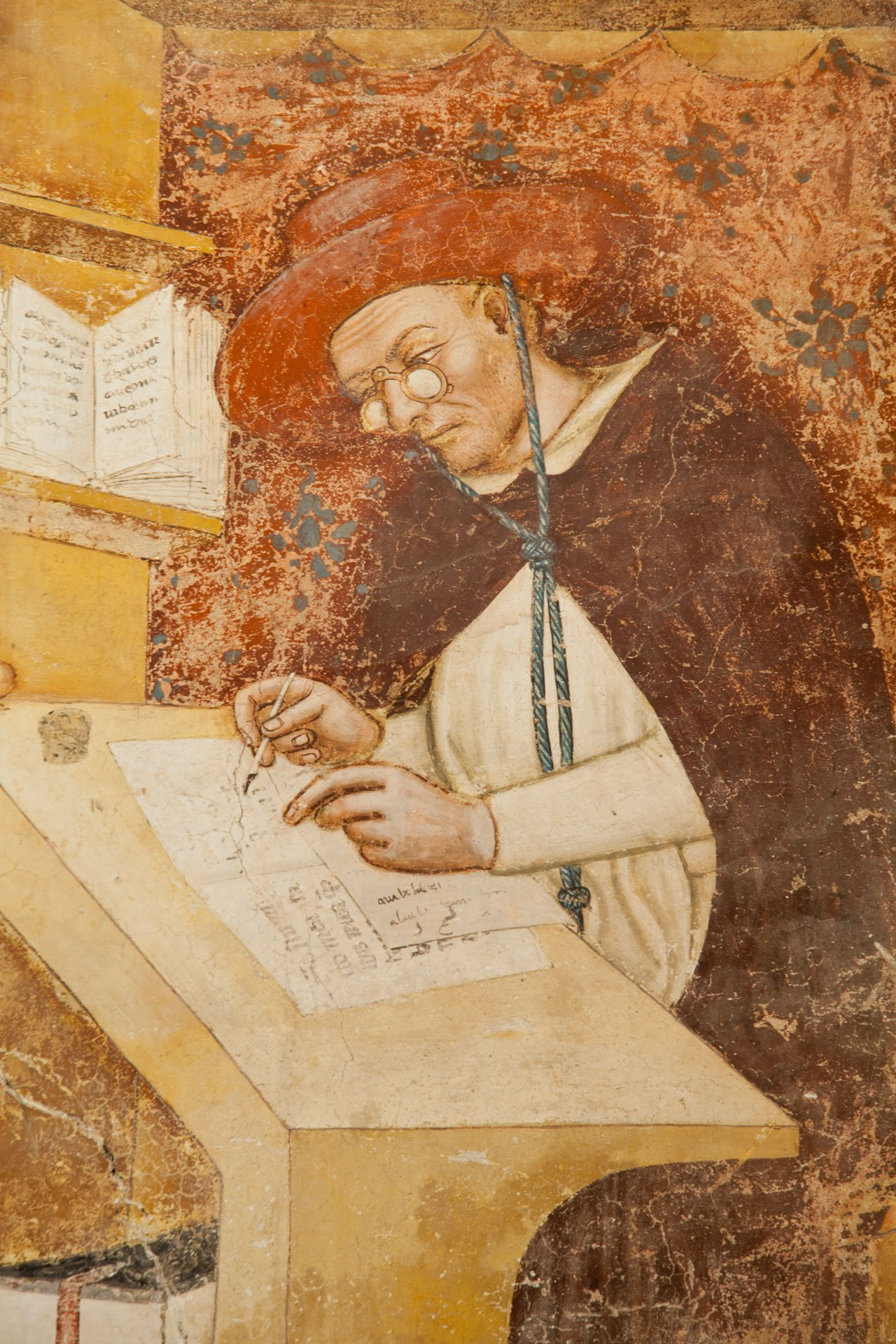
Kardinal Hugo von Saint-Cher (Fresko von Tommaso da Modena, 1352)

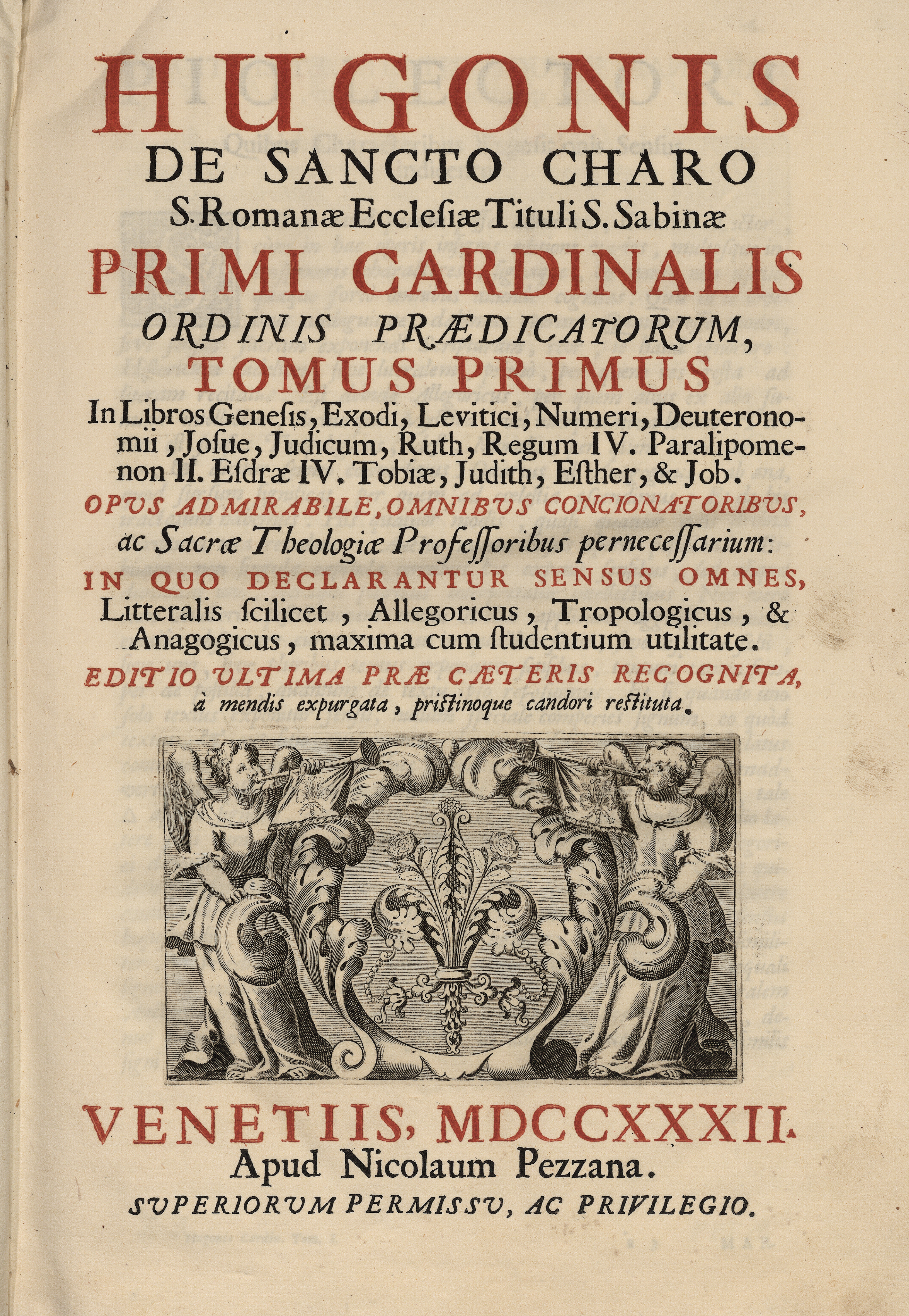
In universum Vetus et Novum Testamentum, 1732

Hugo von Saint-Cher OP (* um 1200 in Saint-Cher (Dauphiné); † 19. März 1263 in Orvieto; frz. Hugues de Saint-Cher, lat. Hugo de Sancto Caro) war Dominikaner, Kardinal, Berater und Diplomat von Gregor IX. und Innozenz IV. sowie einer der einflussreichsten Bibelkommentatoren des Mittelalters.

## Leben und Werk
In Paris studierte Hugo Theologie, Philosophie und Jurisprudenz. Seine Karriere begann 1225 mit seinem Eintritt in den Dominikanerorden. Bereits 1227 war er Provinzial seines Ordens in Frankreich, bevor er 1230 Prior der Pariser Abtei St. Jacques wurde.
Gregor IX. machte ihn 1233 zu seinem Gesandten in Konstantinopel. Von Papst Innozenz IV. 1244 zum Kardinalpriester von Santa Sabina erhoben, nahm er im darauffolgenden Jahr am Ersten Konzil von Lyon teil. Nach dem Tode Friedrichs II. wurde er Gesandter im Heiligen Römischen Reich.
Im Klosterkonvent St. Jacques in Paris ließ er mit seinen Mitarbeitern die erste, weit verbreitete Bibelkonkordanz erstellen. In mehr als 10.000 Einträgen ordnete die Wortkonkordanz den erfassten Wörtern in der lateinischen Bibel alphabetisch ihre Position im Buch zu.

## Werke
- Flores Cassiani - MS-B-56. Westdeutschland (?), Handschrift aus dem 1. Viertel des 14. Jh. (Digitalisat)
- Biblia latina cum postillis Hugonis de Sancto Caro. Johann Amerbach für Anton Koberger, Basel nach 29. X. 1498 - kurz nach 7. XI. 1502 (Digitalisat)
  - Band 1, nach 29. X. 1498 u. nicht nach 1499 (Digitalisat)
  - Band 2, nicht nach 1499 (Digitalisat)
  - Band 3, nicht nach 1500 (Digitalisat)
  - Band 4, 1501–1502 (Digitalisat)
  - Band 5, um 1501–1502 (Digitalisat)
  - Band 6, um 1501–1502 (Digitalisat)
  - Band 7, kurz nach 7. XI. 1502 (Digitalisat)